# Camping
 For alternative betydninger, se Camping (flertydig). (Se også artikler, som begynder med Camping)
Camping er en udendørs rekreativ aktivitet, hvor man overnatter minimum én nat i bivuak, telt, teltvogn, campingvogn, campinghytte, autocamper eller et mobilehome. Camping som en rekreativ aktivitet blev populær blandt borgerskabet i Europa tidligt i det 1900-tallet. Senere er camping blevet mere folkelig, og der er verden rundt dannet en række organisationer til fremme af campinglivet.
Danske campingpladser hører under sommerhusloven, og Campingreglementet, der administreres af kommunerne i henhold til vejledningen til campingreglementet. Der findes ingen danske statslige råd for camping. Campingpladser kan kun godkendes til denne brug af den kommune, hvor pladsen er hjemmehørende. I Danmark er det kun lovligt at campere på en campingplads, efter definitionen med at man indtager et område for en nat eller længere, opsætter telt eller teltlignende genstande etc.
Camping kan enten finde sted i et naturområde, eksempelvis en skov, eller på en campingplads. I de fleste lande skal overnatning ske på en campingplads eller et andet godkendt sted. Modsætningen hertil er Sverige og Norge, hvor allemandsretten tillader, at man overnatter en enkelt nat.
Den 13. december 1926 blev "Lejrklubben Danmark af 1926" dannet. Den var en forløber for Dansk Camping Union, som i dag varetager danske campisters interesser.

## Definition
En universelt accepteret definition på begrebet camping findes ikke. Det er dog almindeligt anerkendt, at camping omfatter en bred vifte af udendørs aktiviteter. Overlevelsescampister benytter sig af så lidt udstyr som muligt, mens feriecampister normalt vælger mere komfortable former på registrerede campingpladser. Camping kombineres ofte med cykling, klatring, fiskeri og jagt.

## Historie
Den rekreative campings historie starter med Thomas Hiram Holding, der var en rejsende britisk skrædder. Men rigtigt populariseret blev camping i Storbritannien i den form, som udvikledes på Themsen. I 1880 deltog store mængde mennesker i tidsfordriv, der var forbundet til den victorianske mani for lystsejlads. Da det tidlige campingudstyr var meget tungt, var det bekvemt at transportere det med båd. Selvom Thomas Hiram Holding ofte betragtes som moderne campings grundlægger i Storbritannien, var han ansvarlig for at popularisere en anden type camping i begyndelsen af 1900-tallet. Han havde oplevet den vilde natur i sin barndom, hvor han sammen med sine forældre havde rejst over prærien i USA. Senere påbegyndte han en cykel- og campingtur med nogle venner i Irland. Hans bog om oplevelserne, Cycle and Camp in Connemara, ledte til dannelsen af den første campinggruppe i 1901, Association of Cycle Campers, der senere blev til Camping and Caravanning Club. Han skrev The Campers Handbook i 1908 for at dele sin entusiasme for udendørs fritidsaktiviteter med hele verden.
Som verdens første kommercielle campingsted regnes Cunningham’s camp, nær Douglas, der åbnede i 1894. I 1906 åbnede Association of Cycle Campers deres første campingsted i Weybridge. På dette tidspunkt havde organisationen flere hundrede medlemmer. I 1910 blev den fusioneret med National Camping Club. Første verdenskrig betød, at mange af campingaktiviteter stod stille. Men efter krigen oplevede organisationen øget interesse, efter at Robert Baden-Powell (grundlægger af spejderbevægelsen) var blevet organisationens præsident.
International Federation of Camping Clubs (Federation Internationale de Camping et de Caravanning) blev grundlagt i 1932 med internationale organisationer fra hele verden. I 1960'erne var camping blevet en udbredt måde at holde ferie på for familier. I dag findes campingpladser overalt i hele Europa og Nordamerika.

## Campingtyper
Camping må ikke forveksles med spejdere på spejderlejr, der dyrker det som en fritidsaktivitet. Disse er i modsætning til campinggæster, der ferierer.
'Campinghabit' er betegnelsen for en tvangsfri beklædning, eksempelvis fritidssæt, som ofte ses på campingpladsen. Fastliggere kaldes den type, som ligger fast på samme campingplads en hel sæson (eller flere). Vintercampinggæster bruger campingvognen året rundt.

### Adventurecamping
Adventurecamping er en type camping i forbindelse med løb (eksempelvis mountainbike), hvor deltagerne camperer på minimalistisk vis om natten og kun benytter typisk det mest grundlæggende udstyr som en lille primus, sovepose og bivuak.

### Arbejdscamping
Arbejdscamping lader campister udføre deres arbejde for at få rabatter på campingpladser, campingfaciliteter og i nogle tilfælde også en form for aflønning. Arbejdscamping er normalt sæsonbetonet, typisk fra maj til oktober, selvom det i områder med varmere vejr som eksempelvis Florida og Arizona kan foregå året rundt. Denne type camping er udbredt blandt pensionerede rejsende, som ofte ejer deres egen autocamper. De tilbyder arbejde på campingpladsen, såsom vedligehold, mod en løn.

### Kanocamping
Kanocamping minder om vandring, men der kan transporteres mere vægt, og dermed medbringes flere ting. Elektriske motorer eller små gasmotorer kan monteres på nogle kanoer, hvilket gør det muligt at kommer hurtigere frem. Vandtæt udstyr og fiskegrej er almindeligt udstyr.

### Overlevelsescamping
Overlevelscampister lærer overlevelsesteknikker, der behøves for at overleve i enhver situation i det fri. Disse aktiviteter kan inkludere at skaffe mad fra naturen, førstehjælp, orientering og anlægge lejr med grundlæggende værktøj som kniv og økse. Der er udviklet en lang række hjælpemidler, som er nyttige at medbringe, hvis noget slår fejl i en overlevelseslejr, eksempelvis en lille pakke med en lille flaske vand, et kogeapparat, forbindingsmaterialer og et varmt tæppe.

### Reenactmentcamping
Reenactmentcamping inkluderer metoder og udstyr, som knytter sig til en bestemt historisk periode. Dette praktiseres både for egen fornøjelses skyld og som instruktion og underholdning af publikum på eksempelvis middelaldermarkeder. Reenactere forsøger at genskabe betingelser og teknologier, som var kendetegnende for blandt andet Det Vilde Vesten, den amerikanske borgerkrig eller middelalderen.

### Social camping
Mange campister nyder at socialisere med en mindre gruppe af andre campister. Sådanne grupper kan arrangere begivenheder hen over hele året for at lade medlemmer med lignende interesser eller lignende geografiske områder samarbejde og mødes. Dette gør, at familier kan danne sammentømrede samfund, og børn kan opbygge venskaber på tværs af landet. I Storbritannien findes to stor organisationer inden for dette område; Caravan Club og Camping and Caravanning Club.
Denne form for camping kan skabe tætte bånd og bedre nære relationer, da medlemmer bliver mere gensidigt afhængige, end ellers i det moderne samfund. Social camping kan også knytte tættere bånd mellem medlemmer af den samme familie og imellem flere forskellige familier. Det er almindeligt for mange campister at organisere denne type aktivitet sammen med deres venner eller naboer. Social camping kan ud over at forene familier også være en mulighed for enlige individer at deltage i en aktivitet med andre personer, der deler samme interesser.
Social campings mulighed for at opbygge sociale relationer gør, at den også bruges som træningslejr eller teambuilding. Mange firmaer tilbyder deres ansatte social camping, fordi det kan hjælpe dem med at komme i kontakt med andre mennesker, de ikke nødvendigvis kender, men som de kan have brug for at have et samarbejde med.
Campister kan dele deres oplevelser med andre campister via blogs og på sociale medier. Hjemmesider tilbyder at matche personer, der søger andre at campere med. Man kan også dele tips og tricks baseret på egne oplevelser.

### Tørcamping
Tørcamping kaldes det, når man campere et sted uden eksisterende vandforsyning. Disse steder kaldes "tørlejre". Campisterne skal derfor selv medbringe vand ind og ud af området, hvilket kræver mere forberedelse end det ellers ville. Tørcamping er meget almindeligt i ørkener, og bliver ofte foretrukket som følge af risikoen for oversvømmelser.

### Urban camping
Urban camping består af camping i byområder. Protestbevægelsen Occupy Wall Street benyttede urban camping som en del af deres overnatning.

### Vandring
Specialudstyr tillader entusiaster både at nyde lokale naturområder og komme frem til de mest øde steder.
Udviklingen går mod stadigt lettere udstyr til vandring. Der er udviklet køkkengrej af titanium, ultralette svedtransporterende tekstiler og varmstøbte hoftestropper. Da der altid er risiko for ekstremt dårligt vejr og for at komme til skade i øde områder, kan mobil- og satellittelefoner være en stor hjælp i nødstilfælde.
Vandring kan involvere at ride på eller medbringe ridedyr så som heste, mulddyr eller lamaer. Det giver øget lastekapacitet, men betyder også, at vandreruterne må vælges under hensyntagen til de firbenede bærere.
Ultralet rygsækvandring er for entusiaster, der forsøger at medbringe så let grej, og eventuelt så få ting, som muligt. Ultralet rygsækvandring-entusiaster mener, at fundamental viden og ekspertise i overlevelse på naturens præmisser, er en bedre basis for sikkerhed end, hvad udstyrsproducenter måtte reklamere med som værende afgørende nødvendigt sikkerheds- og backup-udstyr.
Med disciplinens hovedfokus på vandring, nedprioriteres lejrlivet, som bygger mere på teknikker til komfort (for eksempel hvordan og hvor der ligges) end på materiel komfort.[kilde mangler]
Nogle dyrker også denne form for at efterlade et mindre aftryk eller minimere skader på naturen og eventuelt et bevidst resursebesparende udstyrsvalg. Denne type vandring kan med udvidet ekspertise anvendes blandt andet til packrafting, bikepacking, klippeklatring og fjeldskiture over store afstande.[kilde mangler]

### Vintercamping
Vintercamping med vandring om vinteren i koldt klima foregår typisk steder, hvor der falder sne, frem for steder med sne hele året: Arktiske områder eller bjerge der er høje nok til at have permanent snedække. Her kræves udstyr af høj kvalitet og let udstyr samt erfaring og mod til at gøre det, da man risikerer at få forfrysninger, kan blive fanget i snevejret eller blive ramt af en lavine.
Ud over at medbringe telte eller bivuak-udstyr, kan det være afgørende at kunne bygge en alternativ shelter, fx en snehule eller iglo. Svedtransporterende og varmt tøj designet til at bære i flere lag, og viden om den korrekte kost, er vigtigt ved denne form for camping.

## Campingudstyr
Det udstyr, som bruges til campingaktiviteter, afhænger af, hvilket type camping man begiver sig ud i. Typisk vil de som minimum inkludere genstande til madlavning og opbevaring af væske, soveudstyr og en form for ly i form af en campingvogn, telt, bivuak eller lignende. Omfanget og den præcise udformning af udstyret vil være bestemt alt efter, hvad det skal bruges til. En campist, der benytter autocamper eller anden form for motoriseret køretøj, kan medbringe store mængde udstyr i forhold til en person på vandretur.
Eksempelvis vil udstyr som bruges til overlevelsescamping normal består af små genstande, der vil hjælpe brugeren til at skaffe mad, varme og sikkerhed. Udstyret skal være let, og det bliver begrænset til det absolut nødvendige. Andre typer camping såsom vintercamping involverer eksempelvis specialdesignede telte og tøj, der kan være stærkt og vindtæt nok til at beskytte campistens krop mod vind og kulde.
Overlevelsescamping vil inkludere bestemte genstande, som det bliver anbefalet at campisten medbringe, hvis noget skulle gå galt undervejs, og man bliver nødt til at blive reddet. Et overlevelseskit, der er designet med små enheder der kan passe ned i en lomme eller på anden måde kan bæres på kroppen. Denne type er normalt ubrugelige, hvis de opbevares i en rygsæk, der efterlades i en lejr. De kan indeholde en lille metalbeholder, der kan bruges til at opvarme vand over en bål, en lille smule gaffatape der kan anvendes i mange situationer og et førstehjælpstæppe der er designet til at være ekstremt små i sammenfoldet stand, og de kan reflektere kropsvarme, hvilket kan forhindre underafkøling. Da de er fremstillet af aluminium kan de også bruges til at reflektere lys for at gøre brugere synlig på store afstande. Lysestumper fra stearinlys er anvendelige til at starte et bål, og fylder kun lidt. Forbinding og plaster er normalt obligatorisk. Stort set alle typer campister har brug for stormtændstikker eller en kraftig lighter, der kan bruges i alt slags vejr til at starte et bål.

### Liste over almindeligt campingudstyr
Det følgende er en liste over udstyr som ofte benyttes til forskellige former for campingaktiviteter:
- Førstehjælpsudstyr.
- Telt eller anden form for shelter.
- Hammer eller knippel (gummi eller træhammer) til at slå teltpløkker i jorden med.
- Sovepose og/eller tæpper til at holde varmen.
- Liggeunderlag eller luftmadras til at ligge blødt på så det ikke er så hårdt at ligge på sten og grene, samt for at isolere fra det kolde underlag.
- Lanteren eller lommelygte.
- Økse og/eller sav til at ordne brænde til et bål.
- Udstyr til at starte bål (tændstikker, lighter).
- Foldestole til at stille omkring bålet.
- Reb eller snor til tørresnor eller til at fastgøre et shelter.
- Presenning til at lave shelter.
- Regntøj.
- Vandrestøvler.
- Fiskestang.
- Køleboks til at opbevare mad.
- Affaldsposer, til at smide ud i.
- Kogegrej såsom grill, primus eller lignende.
- Brænde til bålet.
- Multitool.
- Kniv.
- Global Positioning System (GPS).

De fleste af de øvrige genstand som bruges, er nogle som typisk findes derhjemme: tallerkener, gryder og stegepander. Mange vælger dog ikke at benytte disse, men bruger i stedet specialdesignet udstyr til camping. Dette kan være service i plastik, salt- og peberbøsser med et låg, så de kan lukkes helt. Til vandring benytter man normalt udstyr der er ekstra let og nemt at transportere.

## Camping efter land
I de fleste lande er camping i forbindelse med ferieophold, vandreture og lign. henvist til særlige offentlige eller private pladser. I Sverige giver Allemansretten alle tilladelse til ophold i den fri natur og med respekt for den private ejendomsret at opslå telt eller overnatte i autocamper og campingvogn, hvor der ikke direkte er angivet et forbud mod dette. Princippet har bredt sig til det øvrige Skandinavien, bortset fra Danmark, samt til Skotland, samt i meget begrænset form Schweiz, og de baltiske lande.

### Danmark
I Danmark har kommunerne godkendt 522 campingpladser, og ifølge turistorganisationen VisitDenmark, er standarden blandt de højeste i Europa..
Campingrådet var en forening, som repræsenterede campingpladser i Danmark. Foreningen Campingrådet stod for salget af CKE-kort. De kaldte dette for et campingpas. Kravet til campister om at der skulle købes et Campingpas/CKE-kort ved overnatning i Danmark og Sverige blev i 2017 afgjort som ulovligt af de danske konkurrencemyndigheder. Efterfølgende meldte foreningen Campingrådet sig konkurs.
Fra november 2015 til oktober 2016 blev der foretaget 8.187.091 campingovernatninger i Danmark. Dette var en nedgang på 3,3 % i forhold til samme periode året før. I hele 2015 blev der foretaget omkring 11 millioner overnatninger, hvilket var en nedgang på 1,0 % i forhold til 2014. 34 % af alle danske overnatninger i Danmark blev foretaget ved camping, hvilket var den mest populære overnatningsform, mens dette tal kun var 11 % af de udenlandske turister. Over halvdelen af alle campingovernatninger foregik i Jylland. I 2014 blev der brugt 4,7 milliarder kroner af campingturister i Danmark, hvilket var mindre end både hotelgæster og turister i feriehuse. Danskerne brugte flere penge på camping end andre ferietyper. For øvrig statistik om dette kan henvises til Danmarks Statistik (camp1).

### Sverige
Camping er Sveriges næstmest benyttede beboelsesform for turist og står for cirka en tredjedel af alle ferieovernatninger. perioden juni - august foregår 45,4 % af alle kommercielle overnatninger på campingpladser.  Graden af service på de anerkendte pladser er klassificeret med et nationalt udviklet system, baseret på stjerner, hvor 5 stjerner markerer den højeste standard. Om vinteren er de fleste pladser lukkede, men en del stiller pladser til rådighed for autocampere og fastliggende med årskort.
Sverige har nogle samarbejdende campingpladser organiseret i kæder, hvor Regenbogen (regnbuen), Nordic Camping, Public Camp, First Camp, Family Camp og Grönklitt-gruppen er de mest udbredte.
Flertallet af større pladser i Sverige er medlem af SCR (Svensk Camping) og for at campere på disse kræves der et CKE-kort (Camping Key Europe), hvor SCR Svensk er en af partnerne. De andre er NHO Reiseliv i Norge, Campingrådet i Danmark, Camping Finland, ANWB i Nederlandene og ADAC i Tyskland.

### Frankrig
Ifølge data, der er blevet indsamlet af Federation Nationale De L’Hotelleire De Plein Air (FNHPA), så blev der tilbragt omkring 113 millioner nætter på franske campingområder i 2015, hvilket var en forøgelse på 3,3 % iforhold til samme periode i 2014. Tallene består af omkring 77 millioner franske feriegæster, og resten bestod af andre nationaliteter, hvoraf hovedparten kom fra Holland, Tyskland og Storbritannien. Den franske regering håber, at have mere end 100 millioner turister i år 2030. Det mest populære campingområde er Languedoc og Roussillon, hvor der blev tilbragt omkring 19.331.663 nætter på campingpladser i 2015, mens det departement med flest campingpladser er Vendée.

### Storbritannien
Ifølge data udgivet af Great British Tourism Survey, som er blevet indsamlet af Visit England, blev der foretaget næsten 4,5 millioner camping-ferier (dette tæller både telt og campingvogn mv.) af briterne i den første halvdel af 2015, med et gennemsnit på 3,7 nætters overnatning. Ligesom i USA bliver camping mere populært, og således var der i 2015 8 % flere campingture end for samme periode i 2014.
En undersøgelse, som blev udført af Campsites.co.uk i 2014, viste at campister planlagde at tage på tre ture eller mere hver år, hvoraf 78 % brugte tre nætter eller mere væk hjemmefra. Juli og august er det absolut mest populære måneder for camping i Storbritannien, og færre end 2 % af de adspurgte svarer at de camperer i vintermånederne.

### Østrig
I Østrig er det kun tilladt at campere på officielle campingpladser og offentligt anviste og overvågede pladser. PÅ gennemrejse er det dog tilladt at parkere en autocamper visse steder uden for de officielle pladser, idet der dog gælder særlige regler i Wien.
Camping er i klar vækst i Østrig, hvor ca. halvdelen af de camperende er udenlandske turister..

### USA
Fra 2012 til 2013 tog over 40 millioner amerikanere, hvilket svarer til omtrent 14 % af befolkningen, på en campingferie. Ifølge en undersøgelse udført af Red Rover Camping og baseret på data fra American Camper Report 2014 der blev udgivet af Coleman Company, Inc. og Outdoor Foundation, så stiger campings popularitet i USA. Fra 2011 til 2012 tog omkring 4,2 millioner flere på campingture.